# Cuyabeno Faunistic Reserve
Cuyabeno Faunistic Reserve är ett viltreservat i Ecuador.   Det ligger i kantonen Cantón Sucumbíos och provinsen Sucumbíos, i den nordöstra delen av landet, 260 km öster om huvudstaden Quito. Arean är 6 034 kvadratkilometer.